# Unterseeboot U-66 (1915)
Pour les autres navires du même nom, voir Unterseeboot 66.
L'Unterseeboot U-66 est un sous-marin diesel-électrique de la marine impériale allemande, utilisé pendant la Première Guerre mondiale. 

## Opérations
Le sous-marin a été commandé par la marine austro-hongroise avant le début de la guerre, mais a été repris par l’Allemagne le 28 novembre 1914. Le bateau fut finalement lancé le 22 avril 1915 sous le nom d'U-66 au chantier naval Germaniawerft à Kiel et il fut mis en service le 23 juillet 1915. Les commandants successifs du sous-marin étaient le Kapitänleutnant Thorwald Freiherr von Bothmer (23 juillet 1915 au 16 juin 1917) et le Kapitänleutnant Gerhard Muhle (17 juin 1917 au septembre 1917). Mühle a été tué dans le naufrage de l'U-66.
L'U-66 est affecté aux forces de la mer Baltique d’octobre 1915 à janvier 1916, puis à la IVe flottille des forces de haute mer jusqu’en septembre 1917. 
Au cours de la Première Guerre mondiale, l'U-66 a effectué sept patrouilles en mer du Nord et dans l’est de l’Atlantique Nord. Au total, 24 navires marchands de la Triple-Entente et des pays neutres ont été coulés pour un tonnage total de 69016 TJB. Les deux plus gros navires coulés par l'U-66 sont le pétrolier britannique Powhatan (environ 6100 TJB) et le cargo britannique Bay State (environ 6500 TJB). Le Powhatan a été coulé près des Hébrides le 6 avril 1917 et 36 personnes ont été tuées dans le naufrage. Le Bay State a été coulé le 10 juin 1917 alors qu’il se rendait de Boston à Liverpool, à environ 250 miles au nord-ouest de Fastnet Rock, au large de l’Irlande. Le 27 mars 1917, l'U-66 coula le cinq-mâts Neath (ex-R.C. Rickmers allemand) à environ 30 milles au sud-est de Fastnet.
Le 19 août 1916 en mer du Nord, l'U-66 endommagea le croiseur léger britannique HMS Falmouth, qui fut coulé par l'U-63 seulement le lendemain.

## Perte
L'U 66 quitta Emden le matin du 2 septembre 1917 pour mener la guerre au commerce dans le Chenal du Nord. Le sous-marin a navigué sans incident à travers les champs de mines britanniques et allemands dans la baie Allemande. Le 3 septembre à 17 h 08, il a eu un dernier contact radio. Ce jour-là, l'U-66 n’était pas loin du Dogger Bank. Depuis lors, le sous-marin est considéré comme perdu. Il peut avoir heurté une mine ou avoir été perdu en raison d’un accident ou d’une erreur humaine.

## Affectations
- Flottille de la Baltique : du 17 octobre 1915 au 15 janvier 1916[2].
- IVe flottille : du 15 janvier 1916 au 3 septembre 1917.

## Commandants
- Kapitänleutnant Thorwald von Bothmer[11] : du 23 juillet 1915 au 16 juin 1917
- Kptlt. Gerhard Muhle[12] : du 17 juin au 3 septembre 1917

## Navires coulés
| Date             | Nom               | Nationalité | Tonnage | Destin.             |
| ---------------- | ----------------- | ----------- | ------- | ------------------- |
| 5 avril 1916     | Zent              | Royaume-Uni | 3890    | Coulé               |
| 6 avril 1916     | Binicaise         | France      | 151     | Coulé               |
| 7 avril 1916     | Sainte Marie      | France      | 397     | Coulé               |
| 7 avril 1916     | Rijndijk          | Pays-Bas    | 3557    | Endommagé           |
| 8 avril 1916     | Santanderino      | Espagne     | 3346    | Coulé               |
| 9 avril 1916     | Eastern City      | Royaume-Uni | 4341    | Coulé               |
| 9 avril 1916     | Glenalmond        | Royaume-Uni | 2888    | Coulé               |
| 9 avril 1916     | Sjolyst           | Norvège     | 997     | Coulé               |
| 10 avril 1916    | Margam Abbey      | Royaume-Uni | 4471    | Coulé               |
| 10 avril 1916    | Unione            | Italie      | 2367    | Coulé               |
| 11 août 1916     | Inverdruie        | Norvège     | 613     | Coulé               |
| 19 août 1916     | HMS Falmouth      | Royal Navy  | 5250    | Endommagé           |
| 11 décembre 1916 | Bjor              | Norvège     | 1090    | Coulé               |
| 11 décembre 1916 | Palander          | Suède       | 311     | Coulé               |
| 1er mars 1917    | Gurre             | Norvège     | 1733    | Coulé               |
| 1er mars 1917    | Livingstone       | Norvège     | 1005    | Capturé comme prise |
| 22 mars 1917     | Stuart Prince     | Royaume-Uni | 3597    | Coulé               |
| 27 mars 1917     | Neath             | Royaume-Uni | 5548    | Coulé               |
| 6 avril 1917     | Powhatan          | Royaume-Uni | 6117    | Coulé               |
| 5 juin 1917      | Amor              | Italie      | 3472    | Coulé               |
| 5 juin 1917      | Manchester Miller | Royaume-Uni | 4234    | Coulé               |
| 7 juin 1917      | Cranmore          | Royaume-Uni | 3157    | Endommagé           |
| 7 juin 1917      | Ikalis            | Royaume-Uni | 4329    | Coulé               |
| 10 juin 1917     | Bay State         | Royaume-Uni | 6583    | Coulé               |
| 10 juin 1917     | Highbury          | Royaume-Uni | 4831    | Coulé               |
| 14 juin 1917     | Perfect           | Norvège     | 1088    | Coulé               |
| 9 juillet 1917   | Iparraguirre      | Espagne     | 1161    | Coulé               |
| 21 juillet 1917  | African Prince    | Royaume-Uni | 4916    | Coulé               |
| 21 juillet 1917  | Harold            | Royaume-Uni | 1376    | Coulé               |